# Dzmitry Padstrelaw
Dzmitry Padstrelaw (en bielorruso: Дзмітрый Аляксандравіч Падстрэлаў; Maguilov, 6 de septiembre de 1998) es un futbolista bielorruso que juega en la demarcación de delantero para el F. K. Dinamo Minsk de la Liga Premier de Bielorrusia.

## Selección nacional
Tras jugar con la selección de fútbol sub-19 de Bielorrusia y la sub-21, finalmente hizo su debut con la selección absoluta el 23 de febrero de 2020 en un partido amistoso contra Uzbekistán que finalizó con un resultado de 0-1 a favor del combinado bielorruso tras el gol de Pável Nejáichik.

## Clubes
| Club                      | País        | Año       | Partidos | Goles |
| ------------------------- | ----------- | --------- | -------- | ----- |
| F. C. Dnepr Mogilev       | Bielorrusia | 2015-2018 | 40       | 3     |
| F. C. Dnyapro Mogilev     | Bielorrusia | 2019      | 24       | 4     |
| F. C. Shakhtyor Soligorsk | Bielorrusia | 2020-2022 | 103      | 15    |
| F. C. Caspiy              | Kazajistán  | 2023      | 15       | 2     |
| BATE Borísov              | Bielorrusia | 2023      | 20       | 4     |
| F. K. Dinamo Minsk        | Bielorrusia | 2024      | 43       | 7     |
| F. K. Partizani           | Albania     | 2025      | 21       | 2     |
| F. K. Dinamo Minsk        | Bielorrusia | 2025-     |          |       |

## Palmarés

### Campeonatos nacionales
| Título                      | Club                      | País        | Año  |
| --------------------------- | ------------------------- | ----------- | ---- |
| Liga Premier de Bielorrusia | F. C. Shakhtyor Soligorsk | Bielorrusia | 2020 |
| Supercopa de Bielorrusia    | F. C. Shakhtyor Soligorsk | Bielorrusia | 2021 |
| Liga Premier de Bielorrusia | F. C. Shakhtyor Soligorsk | Bielorrusia | 2021 |
| Liga Premier de Bielorrusia | F. K. Dinamo Minsk        | Bielorrusia | 2024 |